# NGC 7728
NGC 7728 (другие обозначения — PGC 72064, UGC 12727, MCG 4-55-41, ZWG 476.103, DRCG 37-95) — эллиптическая галактика (E) в созвездии Пегас.
Этот объект входит в число перечисленных в оригинальной редакции «Нового общего каталога».